# مکسویل (ویرجینیای غربی)
مکسویل (به انگلیسی: Macksville) یک منطقهٔ مسکونی در ایالات متحده آمریکا است که در شهرستان پندلتن، ویرجینیای غربی واقع شده‌است.